# Párducpereszke
A párducpereszke (Tricholoma pardinum) az osztatlan bazídiumú gombák (Homobasidiomycetes) osztályának a kalaposgombák (Agaricales) rendjébe, ezen belül a pereszkefélék (Tricholomataceae) családjába tartozó faj.

## Előfordulása
A párducpereszke teljes előfordulási területe nem ismert. Magyarországon ritka; nálunk főleg a bükkösökben él. Franciaországban és Észak-Amerikában a fenyveseket kedveli.

## Megjelenése
A 15 centiméteres átmérőjű kalapjának a színe ezüstös vagy szürkésbarna, és nagymértékben pikkelyezett. A lemezek fehéresek vagy sárgásak; nem ülnek sűrűn. A tönkje 8-10 centiméter hosszú és 2,5 centiméter átmérőjű. A tönk hasas megjelenésű és fehér vagy piszkosfehér színű. Példánytól függően lehet finoman szálas vagy pelyhes felületű.
A fehér spórája 8-10 x 5,5-6,5 µm méretű és elliptikus alakú; szemcsék vannak rajta.

## Életmódja
Ez a hazánkban ritka gombafaj a meszes és savanyú talajokat kedveli. Csak ősszel található.
Ez a mérgező gombafaj gyomor- és bélpanaszokat okozhat.